# Estadi Nacional Moshood Abiola
L'Estadi Nacional Moshood Abiola, anteriorment Estadi Nacional d'Abuja, és un estadi esportiu de la ciutat d'Abuja, a Nigèria.
Les obres van començar el 18 de juliol de 2000 i l'estadi fou inaugurat tres anys més tard amb motiu dels Jocs Panafricans de 2003. El 12 de juny de 2019, el president Muhammadu Buhari anuncià el canvi de nom en honor a Moshood Abiola, el candidat presidencial del 1993. Malgrat ser àmpliament considerat com el presumpte guanyador de les eleccions no concloents, els resultats van ser anul·lats pel president militar Ibrahim Babangida.
Té una capacitat de 60.491 espectadors.
El complex esportiu inclou el velòdrom d'Abuja, situat al costat de l'estadi.

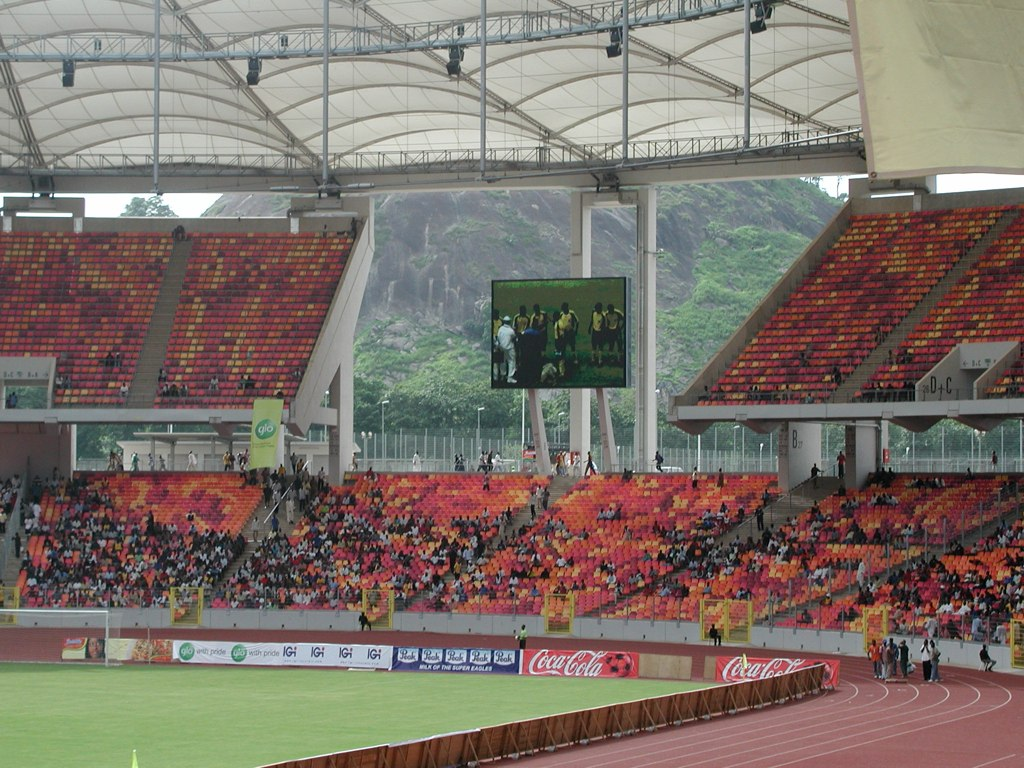
Graderia de l'estadi.

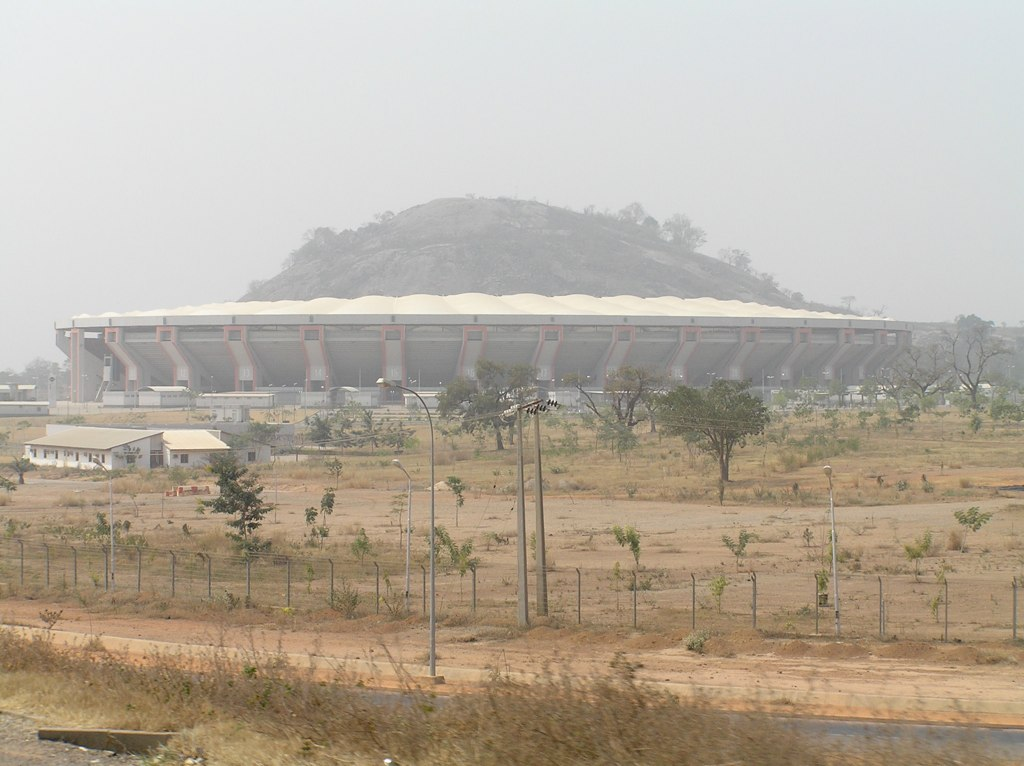
Vista exterior.

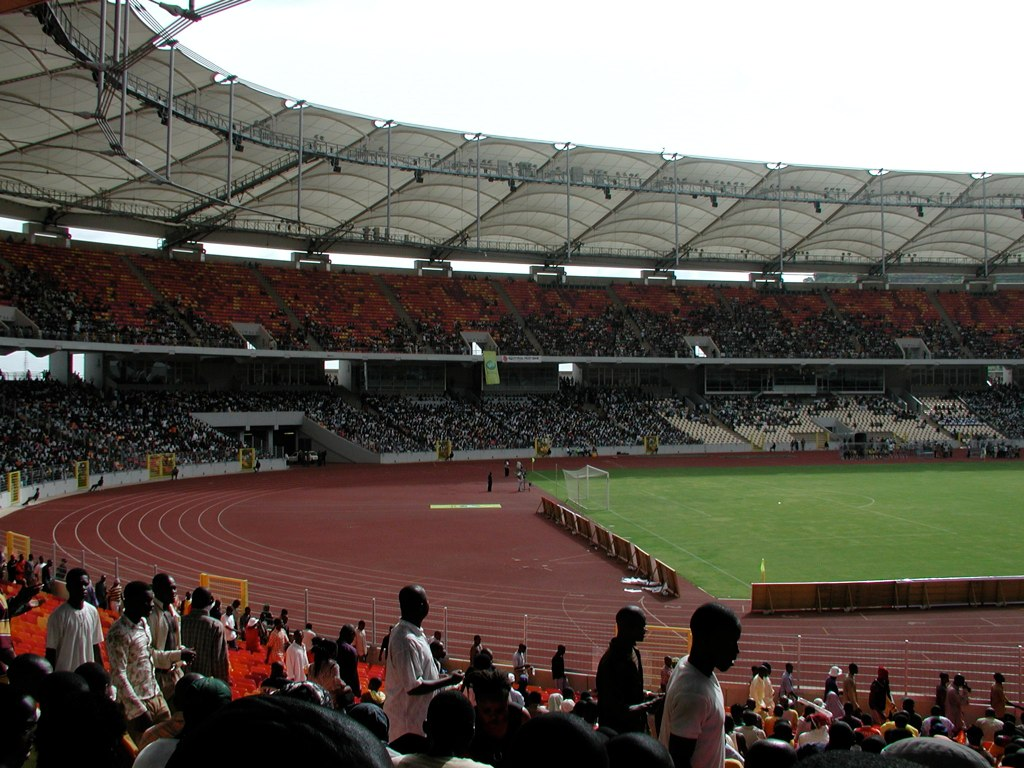
L'estadi durant un partit.